# Dragon's Lair
Dragon's Lair (укр. Лігво дракона) — серія відеоігор, започаткована однойменним інтерактивним фільмом, випущеним на ігровому автоматі компанією «Cinematronics» у 1983 році. Автомат використовував LaserDisc для програвання анімації, створеної Доном Блутом, колишнім аніматором компанії «Walt Disney».
Гра була передовою в плані графіки для свого часу, оскільки брак довготривалої пам'яті змушував скорочувати кількість спрайтів і їх розміри, що призводило до зниження якості зображення. Dragon's Lair використовувала лазерні диски LaserDisc, які мали досить пам'яті для зберігання фрагментів анімації, що виводилися залежно від дій гравця. Успіх ігрового автомата привів до появи безлічі портованих версій, сиквелів і пов'язаних ігор.
З 1983 року Dragon's Lair випускалася більше 50-ти разів на різних платформах і отримала кілька продовжень. У 2006 році вийшла Dragon's Lair HD — оновлена гра з поліпшеною якістю звуку в стандарті Surround 5.1, де додалися три режими перегляду роликів у високій роздільності.

## Ігри серії
- Dragon's Lair (1983; Аркадний автомат, 3DO, Jaguar, CD-i, DOS, Windows, Macintosh, Nintendo DS, Nintendo DSi, PlayStation 3, PSP, SEGA CD, Xbox 360, Android, iOS)
- Dragon's Lair II: Escape from Singe's Castle (1987; Amiga, Atari ST, Commodore 64, DOS, ZX Spectrum)
- Dragon's Lair II: TimeWarp (1990; Amiga, Atari ST, Macintosh, DOS, Windows)
- Dragon's Lair III: The Curse of Mordread (1992; Amiga, Atari ST, DOS)
- Dragon's Lair 3D: Return to the Lair (2002; PlayStation 2, GameCube, Windows, Xbox)

## Ігровий процес
Гравець продивляється фрагменти мультиплікації і в певні моменти повинен вчасно натискати потрібні клавіші, щоб врятувати лицаря Дірка від загибелі. Лицар відповідно б'ється, відстрибує чи гине, що відображається заданою анімацією. Оригінальна гра не містила підказок, окрім підсвічування в критичних сценах — гравець повинен був сам здогадатися, що потрібно натиснути. Частина сцен у ній повторювалася, але для різноманітності вдруге вони були віддзеркалені. Dragon's Lair 1983 року містила в сукупності 22 хвилини анімації, на яку було витрачено 1,3 мільйона доларів. Повне проходження займало 10—15 хвилин. Висока вартість розробки компенсувалася дороговизною жетонів для автоматів.